# (38825) 2000 RS91
2000 RS91 (asteroide 38825) é um asteroide da cintura principal. Possui uma excentricidade de 0.10667790 e uma inclinação de 6.12247º.
Este asteroide foi descoberto no dia 3 de setembro de 2000 por LINEAR em Socorro.